# Husk
Husk is een Amerikaanse horrorfilm uit 2011 geschreven en geregisseerd door Brett Simmons.

## Verhaal
Vijf vrienden rijden langs een maïsveld wanneer plotseling de ene na de andere kraai zich tegen hun voorruit stort. Hierdoor raken ze van de weg en stranden ze met de wagen naast het veld. Als iedereen weer bij bewustzijn komt, blijkt een van hen vermist, evenals de sleutel van de auto.
De groep gaat het maïsveld in om hun vriend te zoeken. Onderweg komen ze opvallend veel levensgrote, enorm stinkende vogelverschrikkers tegen. Ook staan er tal van andere auto's met gebarsten voorruiten. In het midden van de ruimte treffen ze een huisje aan. Binnen zit hun vermiste vriend in een zombie-achtige trance achter een naaimachine, manisch bezig een vogelverschrikkersmasker te maken. Zijn vingers zijn doorboord met spijkers. Hij reageert nergens op.
Dan gilt er buiten een van de meegekomen vrouwen in doodsangst. De vogelverschrikkers blijken moordzuchtige levende lijken. Ieder slachtoffer dat ze maken, is bovendien gedoemd om een van hen te worden. De groep is compleet door ze omsingeld, want het maïsveld omgeeft het huisje volledig.

## Rolverdeling
- Devon Graye - Scott
- Wes Chatham - Brian
- C.J. Thomason - Chris
- Tammin Sursok - Natalie
- Ben Easter - Johnny
- Josh Skipworth - Corey
- Nick Toussaint - Alex